# Slovenië op het Eurovisiesongfestival 2016

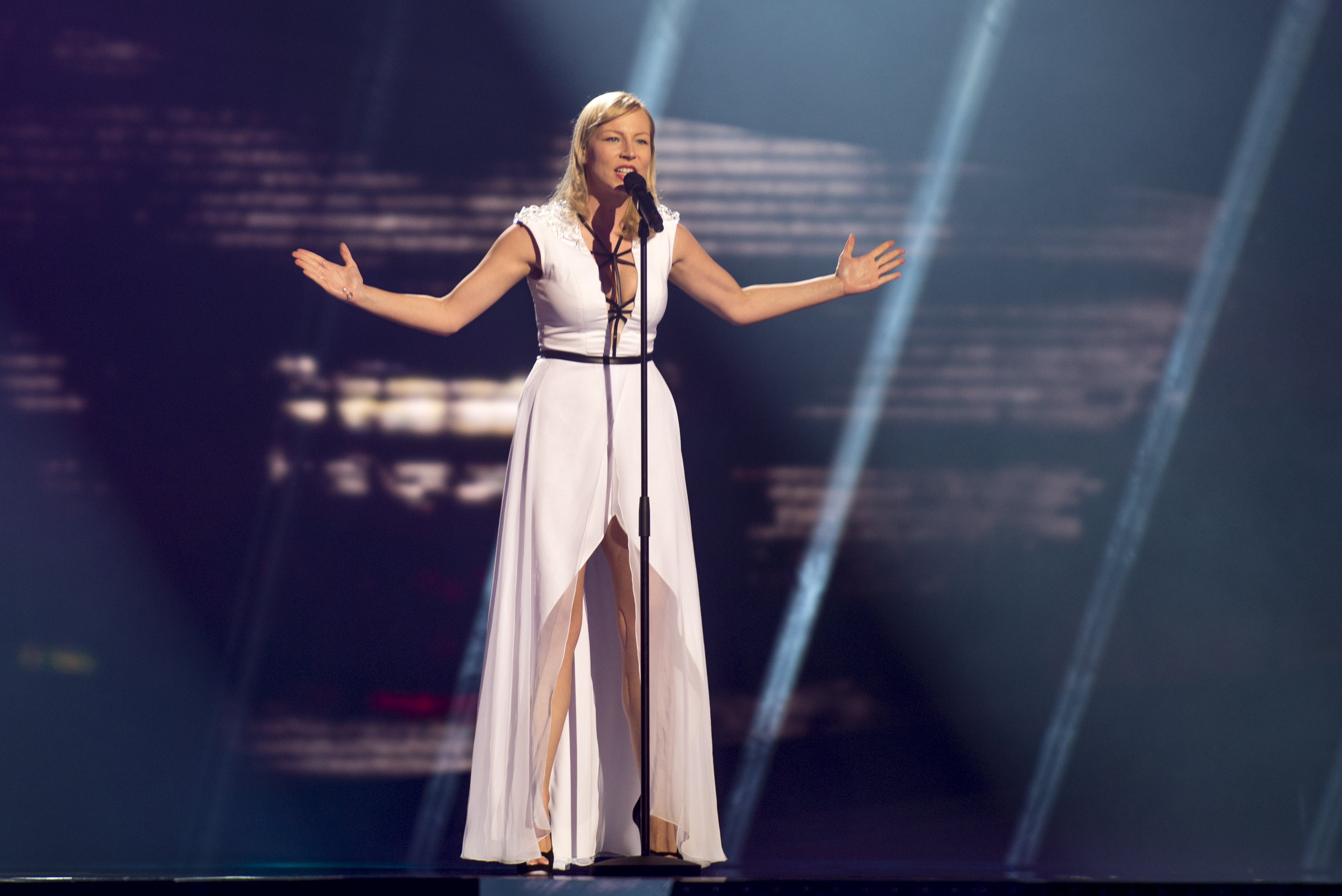
Manuella tijdens de repetities in Stockholm.

Slovenië nam deel aan het Eurovisiesongfestival 2016 in Stockholm, Zweden. Het was de 22ste deelname van het land aan het Eurovisiesongfestival. RTVSLO was verantwoordelijk voor de Sloveense bijdrage voor de editie van 2016.

## Selectieprocedure
RTVSLO besloot de Sloveense kandidaat voor het Eurovisiesongfestival wederom te verkiezen via EMA, dat het tot en met 2012 altijd gebruikte als nationale preselectie en in 2014 weer uit de kast had gehaald. Geïnteresseerden kregen van 19 november tot en met 21 december 2015 de tijd om een nummer in te zenden. Uiteindelijk ontving RTVSLO 61 inzendingen, 84 minder dan een jaar eerder. Een vakjury koos vervolgens tien nummers voor deelname aan EMA 2016. De Sloveense nationale finale vond plaats op 27 februari 2015 en werd gepresenteerd door Klemen Slakonja.
In een eerste fase werden twee superfinalisten gekozen door een vakjury, bestaande uit drie voormalige Sloveense deelnemers aan het Eurovisiesongfestival: Darja Švajger (1995 en 1999), Tomaž Mihelič-Marlenna (lid van Sestre; 2002) en Raay (lid van Maraaya; 2015). Vervolgens kon het grote publiek in een tweestrijd uitmaken wie namens Slovenië naar Stockholm mocht. Uiteindelijk ging ManuElla met de zegepalm aan de haal.

## EMA 2016
27 februari 2016
| Volgorde | Artiest              | Lied               |
| -------- | -------------------- | ------------------ |
| 1        | Anja Baš             | What if            |
| 2        | Žan Serčič           | Summer story       |
| 3        | Anja Kotar           | Too cool           |
| 4        | San Di EGO           | Brez tebe          |
| 5        | D Base               | Spet živ           |
| 6        | Regina               | Alive in every way |
| 7        | ManuElla             | Blue and red       |
| 8        | Raiven               | Črno bel           |
| 9        | Nuša Derenda         | Tip top            |
| 10       | Sebastijan Lukovnjak | Tales of tomorrow  |

### Superfinale
| Plaats | Artiest  | Lied         | Stemmen |
| ------ | -------- | ------------ | ------- |
| 1      | ManuElla | Blue and red | 3.865   |
| 2      | Raiven   | Črno bel     | 3.738   |

## In Stockholm
Slovenië trad in Stockholm in de tweede halve finale op donderdag 12 mei 2016 aan. ManuElla trad als elfde van achttien acts op, net na Dami Im uit Australië en gevolgd door Poli Genova uit Bulgarije. Slovenië wist zich niet te plaatsen voor de finale.
1993 · 1994 · 1995 · 1996 · 1997 · 1998 · 1999 · 2000 · 2001 · 2002 · 2003 · 2004 · 2005 · 2006 · 2007 · 2008 · 2009 · 2010 · 2011 · 2012 · 2013 · 2014 · 2015 · 2016 · 2017 · 2018 · 2019 · 2020 · 2021 · 2022 · 2023 · 2024 · 2025
Albanië · Armenië · Australië · Azerbeidzjan · België · Bosnië en Herzegovina · Bulgarije · Cyprus · Denemarken · Duitsland · Estland · Finland · Frankrijk · Georgië · Griekenland · Hongarije · Ierland · IJsland · Israël · Italië · Kroatië · Letland · Litouwen · Macedonië · Malta · Moldavië · Montenegro · Nederland · Noorwegen · Oekraïne · Oostenrijk · Polen · Rusland · San Marino · Servië · Slovenië · Spanje · Tsjechië · Verenigd Koninkrijk · Wit-Rusland · Zweden · Zwitserland